# Spilonota lechriaspis
The Apple fruit licker (Spilonota lechriaspis) là một loài bướm đêm thuộc họ Tortricidae. Loài này có ở miền đông Nga, Trung Quốc, the Korean Peninsula và Nhật Bản.
Sải cánh dài 12–16 mm. There are one or two generations per year. Larvae hibernate in phần phía tây của Korea.
Ấu trùng ăn Malus, Pyrus, Hall's crab, loquat, chinese bush, Pyracantha angustifolia và Pyracantha coccinea. It is a common pest of cây táo và pear.